# Rue de Valenciennes (Lille)
Pour les articles homonymes, voir Valenciennes.
La   rue de Valenciennes est une rue de Lille .

## Situation et accès
Située dans le quartier de Lille-Moulins la rue relie la rue de Douai (au carrefour avec la rue Diderot) à la place Guy de Dampierre (porte de Valenciennes).
Elle croise la rue Jean-Jaurès (ancienne rue de Ronchin) puis rejoint les rues Danton et de Coulmiers à sa gauche.
Elle est desservie par la station de métro Porte de Valenciennes.

## Origine du nom
Cette voie est ainsi nommée car elle était l’amorce de la route de Lille à Valenciennes. Elle est dénommée officiellement rue de Valenciennes par l’ancienne commune de Moulins en 1849 mais elle était connue auparavant comme chemin de Valenciennes
.

## Historique
Le chemin est créé à la fin du XVIe siècle au sud du faubourg des Malades (noyau originel du quartier de Moulins) en embranchement avec la route de Lille à Douai lorsque la porte Saint-Sauveur fut murée à la suite d’une explosion de poudre en 1575. La fermeture de cette porte qui était l’entrée de la route de Valenciennes à Lille se prolongeant par la rue Saint-Sauveur entraina la création d’un parcours par la porte des Malades, la route de Douai (actuelle rue de Douai) puis un embranchement sur celle-ci, la route de Valenciennes.
La suppression des remparts à la suite de l'agrandissement de Lille en 1858 n'a pas rétabli cette communication directe de la rue Saint-Sauveur vers le sud car l'espace entre la ville ancienne et le quartier de Moulins a été occupé par la gare de Lille-Saint-Sauveur.
Le tracé de l’ancienne route de Valenciennes antérieure à 1575 est visible sur les plans et cadastres anciens sous le nom d’« ancien chemin de Saint-Sauveur », sentier butant en impasse sur le rempart et rejoignant à l’autre extrémité la rue de Valenciennes à l’emplacement de la place Guy-de-Dampierre. 
Avant l’agrandissement de Lille en 1858, ce chemin formait la limite entre les communes de Fives et de Wazemmes puis de Moulins après la création de cette commune détachée de celle de Wazemmes en 1834. La partie nord de ce chemin est absorbée par la gare de marchandises Saint-Sauveur en 1865. Son dernier tronçon aboutissant place Guy-de-Dampierre était bordé de quelques maisons sur le cadastre de 1881. Ce tronçon a disparu vers 1890 lors de l’agrandissement de la gare. 
Du côté opposé, l'enceinte construite dans les années 1860 à la suite de l'agrandissement de Lille en 1858 a interrompu le parcours vers Ronchin. Au-delà du champ de manœuvres qui s'étendait devant les fortifications, le tracé de ce très ancien chemin réapparaissait avant les aménagements autoroutiers et la construction d'établissements scolaires dans les années 1950, sous forme de chemin rural, le « sentier Saint-Sauveur » à Ronchin qui aboutissait à la Grande rue ou rue de Lille (actuelle rue Roger Salengro) du village. Il rejoignait, à l'entrée de cette rue, le chemin de la justice (actuelle rue Anatole-France), tronçon d'une voie passant par Wazemmes et par l'ancien gibet de la haute justice de Lille et le chemin des Malades dans le prolongement de l'ancienne rue de Ronchin (actuelle rue Jean Jaurès), ces deux parcours ayant également été  interrompus par les fortifications des années 1860 puis encore amputés par les autoroutes.  Il n'en reste que deux très courts tronçons à Ronchin, le chemin des Malades et la rue Saint-Sauveur.
La seule communication maintenue après l'établissement de l'enceinte était celle en  direction de Fives, au-delà de la porte de Valenciennes, par le  « Vieux chemin de Valenciennes » puis la rue de Bavay (dont il reste un court tronçon bordé par le nouveau bâtiment du rectorat) qui rejoignait  le chemin du Long Pot à Fives au nord de l’actuel quartier du Mont-de-terre par un pont enjambant les voies ferrées et aboutissant dans l’axe de l’actuelle rue Malesherbes.

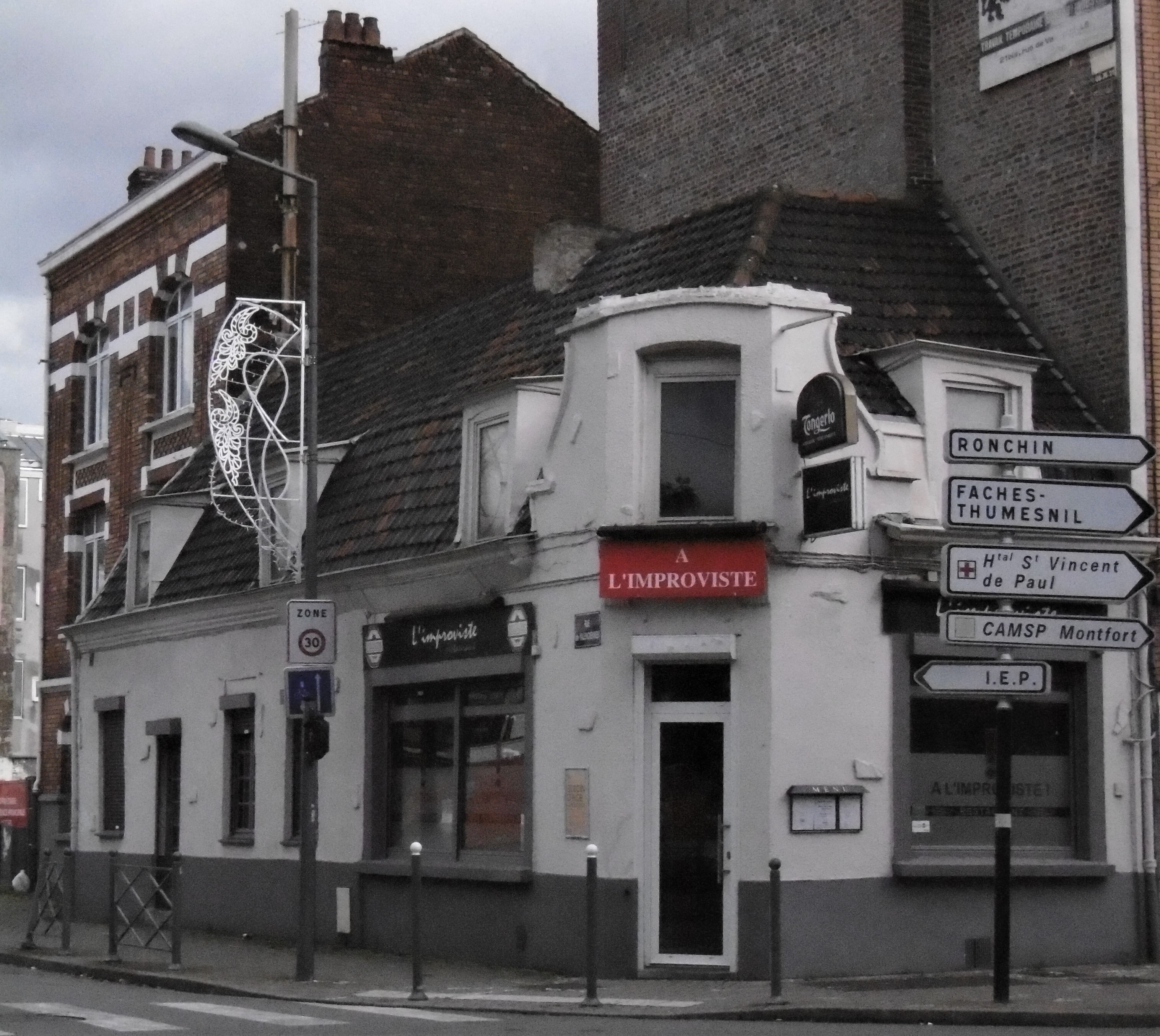
Angle de la rue de Valenciennes et de la rue de Douai

L’amorce de la rue au départ de la rue de Douai est une partie de l’ancien faubourg des Malades bordé de quelques maisons dès le XVIIIe siècle, dont il reste deux anciennes maisons rurales au carrefour. Au-delà, la voie traversait un espace rural vide de constructions jusqu’à l’établissement en 1837 de l’usine de constructions métalliques par Paul Le Gavrian (future usine Crépelle). 
Côté pair de la rue, des usines textiles sont construites au cours du XIXe siècle, puis côté impair de la rue de Ronchin (rue Jean-Jaurès) à la rue de Coulmiers, dans les années 1860-1870, un ensemble de maisons ouvrières comprenant deux courées, plus tardivement vers 1900, de la rue de Coulmiers à la place Guy-de-Dampierre  des maisons de cadres d’architecture éclectique.
L’entreprise de robinetterie industrielle Cocard est fondée en 1900 à l’angle de la rue Jean-Jaurès.
La rue est parcourue de 1906 à 1960 par la ligne de tramway V Place Catinat-Le Buisson en voie unique dans les deux sens. Le tramway est remplacé par la ligne de bus 7.

## Bâtiments remarquables et lieux de mémoire

### La rue auXXIesiècle
La rue de Valenciennes est une voie à assez faible circulation à sens unique comportant peu de commerces.

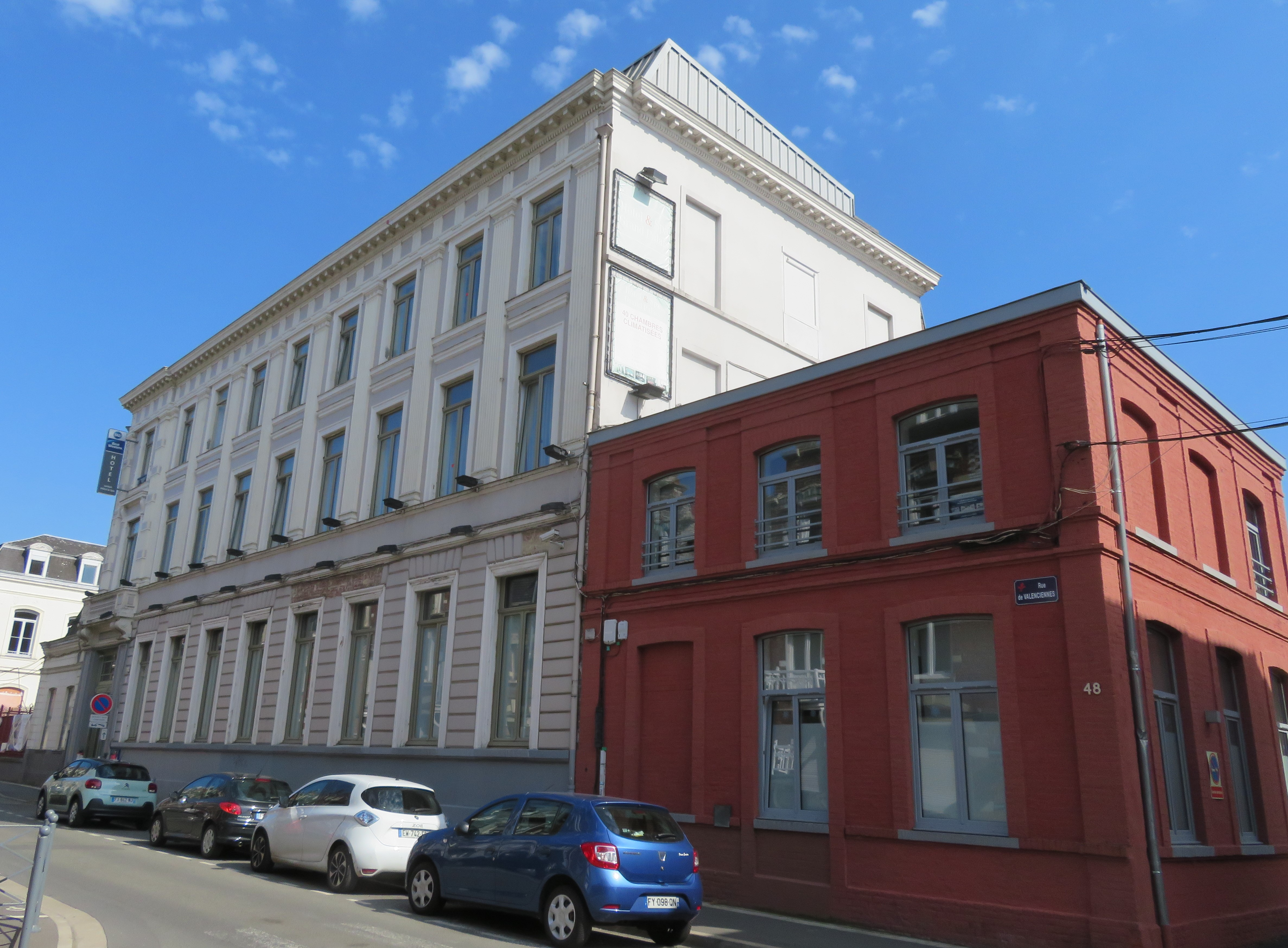
ancien hôtel particulier Poullier-Kételé

Au départ de la porte de Valenciennes, la rue longe ; 
- côté pair ;
  - l’atelier de l’entreprise Crépelle fondée par en 1837 actuellement  unité du groupe  suédois Atlas Copco. L’usine est reconstruite en 1920 après la destruction de l’explosion des dix-huit ponts. L’établissement est en activité réduite.
  - L’ancien hôtel particulier de la famille Crépelle qui jouxte l’usine,
  - celui des industriels Poullier-Kételé réaménagé en hôtel de tourisme (le seul de Moulins),
  - les anciennes filatures de lin et de coton Poullier devenues vers 1920 les « filatures et filteries de France » reprises par Agache-Willot en 1966 et fermées peu après. Les anciennes usines sont utilisées, l’une par l’armée du Salut, l’autre par des bureaux.
  - Un ensemble d’immeubles HLM construits en 1973 à l’emplacement  de  l’ancienne usine Cocard.
- Côté impair ;
  - jusqu’à la rue de Coulmiers des maisons de style éclectique lillois
  - à l’angle de la rue Jean-Jaurès, le bâtiment préservé de vente de l’ancienne entreprise Cocard avec les chevrons JC  (Jules Cocard) entrelacés sur la façade,
  - à l’angle de la rue Diderot le monument des dix-huit ponts[2]